# WTA New Jersey 1974
Il WTA New Jersey 1974 è stato un torneo di tennis giocato sul cemento. È stata la 1ª edizione del torneo, che fa parte dei Tornei di tennis femminili indipendenti nel 1974. Si è giocato ad Orange negli USA dal 19 al 25 agosto 1974.

## Campionesse

### Singolare
Pam Teeguarden ha battuto in finale  Dianne Fromholtz con il punteggio di 7–5, 6–3

### Doppio
Pam Teeguarden /  Ann Kiyomura hanno battuto in finale  Kathleen Harter /  Marita Redondo con il punteggio di 6–2, 6–0